# Маорски език
Маорският език (Te Reo Māori) е австронезийски език, говорен от около 60 000 души в Нова Зеландия.